# المدرسة العليا للمواصلات بتونس
المدرسة العليا للمواصلات بتونس هي مؤسسة جامعية حكومية تأسست سنة 1998. 

تقوم المدرسة بتكوين المهندسين والباحثين في مجال الإتصالات والشبكات السلكية واللاسلكية. بالإضافة إلى شهادة الهندسة التي تسلمها المدرسة، تخرج المدرسة سنويا عشرات الطلاب بشهادة الماجستير في مجال الاتصالات والتقنيات الحديثة وعدد من الدكاترة الذي ينحصر اختصاصهم في التعليم العالي والبحث العلمي.

لقد سعت المدرسة إلى ابرام عقود شراكة مع عدة جامعات فرنسية وكندية خاصة. وتم قبولها ضمن مؤتمر المدارس الكبرى. 

إثر إصلاحات وقعت في 1998، أصبحت المدرسة العليا للبريد والاتصالات بتونس تسمى المدرسة العليا للمواصلات بتونس.

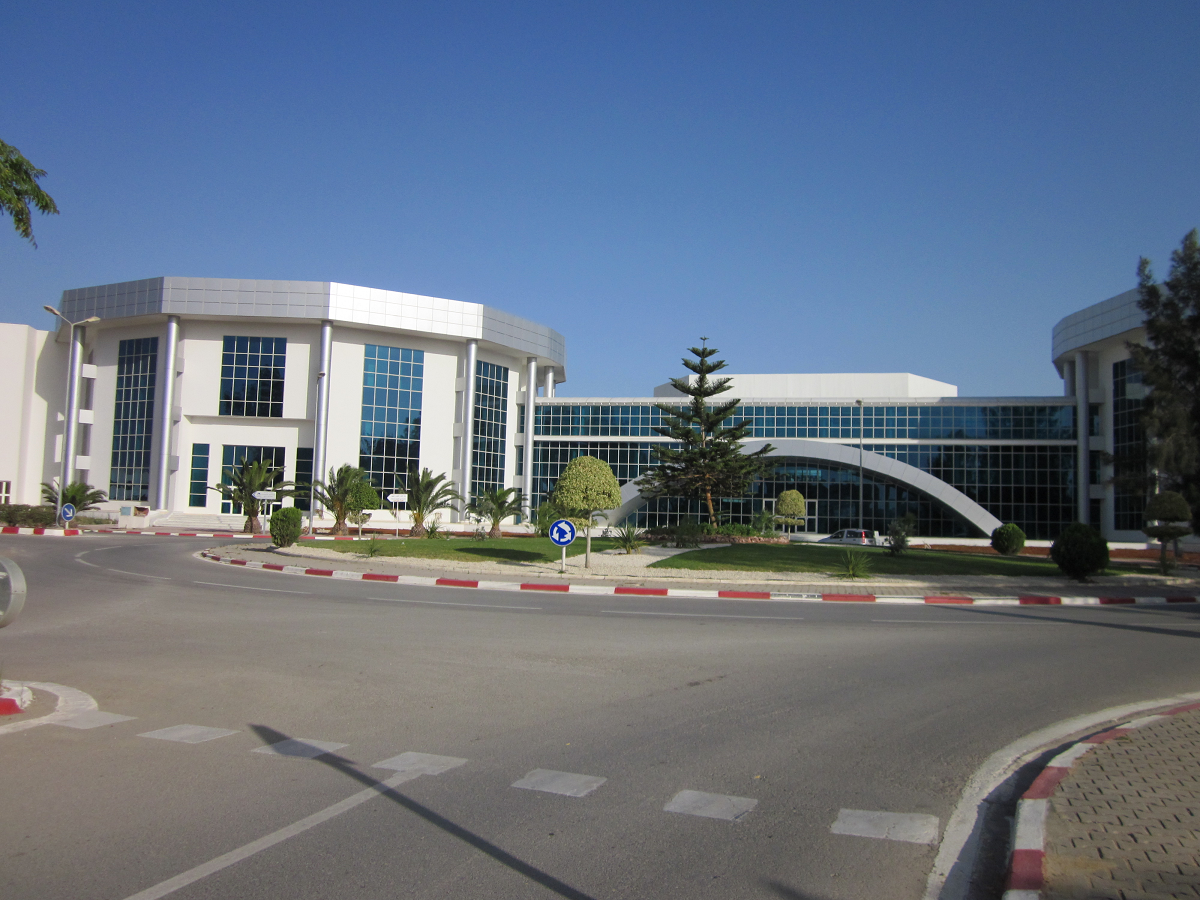
المبنى الجديد للمدرسة العليا للمواصلات بتونس

## القبول بالجامعة
للدراسة بالمدرسة العليا يجب على الطالب اجتياز المناظرة الوطنية للدخول إلى المدارس الهندسية. كما يمكن للمتفوقين في المعاهدالعليا للدراسات التكنولوجية الالتحاق بالمدرسة إثر ايداع مطلب للغرض.

## المنتدى السنوي
ينظم طلبة الجامعة سنويا منتدى يناقش فيه مواضيع متعلقة بتحولات قطاع الاتصال في تونس والعالم وآفاق الشغل بالنسبة للطلبة. هذه نبذة من قائمة المنتديات السابقة:
- المنتدى الثالث عشر 2012-2013: تأثير تكنولوجيا المعلومات والاتصالات على الاقتصاد: المبادرة والخدمات[6][7]
- المنتدى الثاني عشر 2011-2012: مهندسون في تكنولوجيا المعلومات والاتصالات; التحديات الحالية وركائز الابتكار.
- المنتدى الحادي عشر 2010-2011: مهندسو تكنولوجيا المعلومات والاتصالات: الكفاءة والآفاق المستقبلية.

## التحدي
التحدي أو ما يعرف بالchallenge هي مسابقة تقام بين طلبة السنة الثانية لإنشاء أفضل خطة عمل. تمتد المسابقة مدة أسبوع يتوج من خلالها الفريق الفائز بجوائز قيمة.

## النوادي والأنشطة
تنشط بالمدرسة عدة نوادي في شتى المجالات ولكن أنشطتها غالبا ما تكون متقطعة لقصر الفترة التي يشرف فيها مؤسسوا النوادي على الأنشطة. من بين النوادي الناشطة في المدرسة نجد:
- نادي البرمجيات الحرة [8]
- نادي الفكر
- نادي الأنشطة الترفيهية Sup'Fun

و العديد من النوادي الرياضية

## وصلات خارجية
- (بالفرنسية) الموقع الرسمي للمدرسة العليا للمواصلات بتونس.
- موقع طلبة المدرسة العليا للمواصلات بتونس.
- جمعية قدماء المدرسة العليا للمواصلات بتونس.